# Santa Cruz (Panama)
Santa Cruz è un comune (corregimiento) della Repubblica di Panama situato nel distretto di San Félix, provincia di Chiriquí. Si estende su una superficie di 55,7 km² e conta una popolazione di 416 abitanti (censimento 2010).